# Законодавчий вісник НДР
Законодавчий вісник Німецької демократичної республіки (нім. Gesetzblatt der Deutschen Demokratischen Republik) — німецька урядова газета що випускалася протягом 1949–1990 років.  Згідно зі ст. 85 Конституції НДР від 7 жовтня 1949 та ст. 65 Конституції НДР від 6 квітня 1968, усі закони прийняті Народною палатою НДР повинні протягом місяця бути опубліковані в законодавчому віснику.

## Розділи
Згідно з постановою «Про законодавчий вісник НДР» від 10 вересня 1972 року, юридичний вісник поділявся на 2 розділи та спеціальний розділ.

### Перший розділ
У першому розділі вісника публікувалися загальні положення та закони, що не стосувалися міжнародних відносин та угод.

### Другий розділ
У другому розділі газети публікувалися міжнародні положення та угоди.

### Спеціальний розділ
У спеціальному розділі публікувалися загальнообов'язкові правові норми, які стосувалися лише окремого регіону, державних та промислових органів, управляючих, комбінатів та громадян.